# 周健 (医学家)
周健（1957年2月24日—1999年3月9日），中国医学家、癌症肿瘤病毒学家，宫颈癌HPV疫苗共同发明人。

## 生平
周健1957年出生于中国浙江省杭州市。1982年毕业于温州医学院（现为温州医科大学）临床医学本科专业，并认识妻子孙小依。1984年在浙江医科大学工读硕士学位时开始研究人類乳突病毒（HPV），随后在河南医科大学获取博士学位。 1988年在北京医科大学攻读博士后，师从张乃蘅。
1988年到英国剑桥大学的英国帝国癌症研究基金会实验室从事肿瘤和病毒研究，师从莱昂内尔·克劳福德。次年孙小依加入其研究。在剑桥他们结识了澳大利亚昆士兰大学免疫学家伊恩·弗雷泽教授。1990年周健和孙小依接受弗雷泽邀请前往昆士兰大学，与弗雷泽共同研制成功可预防宫颈癌的人類乳突病毒疫苗。1999年3月9日周健在回杭州学术访问时因感染性休克逝世，年仅42岁。2013年，周健雕像在温州医科大学茶山校区落成。

## 家庭
周健与孙小依有一子周子晞，1988年前后出生。